# The Amazing Truth About Queen Raquela
The Amazing Truth About Queen Raquela é um filme de comédia dramática filipino-islandês de 2008 dirigido e escrito por Olaf de Fleur Johannesson. Autobiografia da transexual Raquela Rios, estreou no Festival Internacional de Cinema de Berlim em 10 de fevereiro.

## Elenco
- Raquela Rios - ela mesma
- Stefan Schaefer - Ardilo, Michael
- Olivia Galudo - Olivia
- Brax Villa - Aubrey
- Valerie Grand Einarsson - Valerie Einarsson